# Tesserodon elongatus
Tesserodon elongatus är en skalbaggsart som beskrevs av Lansberge 1885. Tesserodon elongatus ingår i släktet Tesserodon och familjen bladhorningar. Inga underarter finns listade i Catalogue of Life.